# Laetiporus conifericola
Laetiporus conifericola é uma espécie de fungo poliporo da família Fomitopsidaceae . Pode ser encontrada no oeste da América do Norte, entre Califórnia e o Alasca, onde cresce como patógeno em árvores coníferas, particularmente em abetos e cicutas. Os corpos de frutificação consistem em placas sobrepostas de poros, medindo coletivamente até 25cm de largura, 15cm de profundidade e 3cm de espessura. Sua cor varia de um laranja brilhante a um laranja salmão na superfície superior do píleo e estipe, com poros amarelos na parte inferior da tampa. Os esporos são ovais, lisos, hialinos (translúcidos) e medem 6,5 a 8,0 a 4,0 a 5,0  μm .
A espécie foi descrita como nova para a ciência em 2001, pelos micologistas Harold H. Burdsall e Mark T. Banik. A coleção de tipos foi feita na Península de Kenai, no Alasca, em outubro de 1999. L. conifericola se distingue de outras espécies de Laetiporus pelo seu crescimento em coníferas. Até sua confirmação como espécie distinta, era frequentemente identificada erroneamente como a espécie norte-americana oriental L.   sulphureus, que cresce em madeiras duras .  L. conifericola é geralmente considerada comestível, mas algumas pessoas relataram desconfortos gastrointestinais após consumir o fungo. Exemplares jovens com carne macia, ou as margens frescas de corpos de frutificação mais velhos são melhores para comer, e recomenda-se o cozimento completo.